# Даніло Рінальді
Даніло Рінальді (італ. Danilo Ezequiel Rinaldi, нар. 18 квітня 1986, Сан-Ніколас-де-лос-Арройос) — санмаринський футболіст, півзахисник клубу «Ла Фіоріта».
Чотириразовий чемпіон Сан-Марино.

## Клубна кар'єра
Народився 18 квітня 1986 року в місті Сан-Ніколас-де-лос-Арройос. Вихованець юнацьких команд футбольних клубів «Чакаріта Хуніорс» та «Конеза».
У дорослому футболі дебютував 2006 року виступами за команду «Таллерес де Перико», в якій провів один сезон. 
Своєю грою за цю команду привернув увагу представників тренерського штабу клубу «Ла Емілія», до складу якого приєднався 2007 року.
У 2008 році уклав контракт з клубом «Віртус», у складі якого провів наступні два роки своєї кар'єри гравця.  У складі «Віртуса» був одним з головних бомбардирів команди, маючи середню результативність на рівні 0,57 гола за гру першості.
З 2010 року два сезони захищав кольори клубу «Конеза». 
До складу клубу «Ла Фіоріта» приєднався 2012 року. Станом на 22 липня 2022 року відіграв за команду з Монтеджардіно 193 матчі в національному чемпіонаті.

## Виступи за збірну
У 2008 році дебютував в офіційних матчах у складі національної збірної Сан-Марино.
| Дата       | Місто                  | Господарі   | Результат | Гості             | Турнір                               | Голи | Примітки |
| ---------- | ---------------------- | ----------- | --------- | ----------------- | ------------------------------------ | ---- | -------- |
| 19-11-2008 | Серравалле             | Сан-Марино  | 0 – 3     | Чехія             | Відбір до ЧС 2010                    | -    | 88'      |
| 1-4-2009   | Кельці                 | Польща      | 10 – 0    | Сан-Марино        | Відбір до ЧС 2010                    | -    |          |
| 6-6-2009   | Братислава             | Словаччина  | 7 – 0     | Сан-Марино        | Відбір до ЧС 2010                    | -    | 65'      |
| 14-10-2009 | Серравалле             | Сан-Марино  | 0 – 3     | Словенія          | Відбір до ЧС 2010                    | -    | 62'      |
| 14-8-2012  | Серравалле             | Сан-Марино  | 2 – 3     | Мальта            | товариський матч                     | 1    |          |
| 11-9-2012  | Серравалле             | Сан-Марино  | 0 – 6     | Чорногорія        | Відбір до ЧС 2014                    | -    |          |
| 12-10-2012 | Лондон                 | Англія      | 5 – 0     | Сан-Марино        | Відбір до ЧС 2014                    | -    | 65' 79'  |
| 14-11-2012 | Подгориця              | Чорногорія  | 3 – 0     | Сан-Марино        | Відбір до ЧС 2014                    | -    |          |
| 22-3-2013  | Серравалле             | Сан-Марино  | 0 – 8     | Англія            | Відбір до ЧС 2010                    | -    | 75'      |
| 26-3-2013  | Варшава                | Польща      | 5 – 0     | Сан-Марино        | Відбір до ЧС 2014                    | -    | 51'      |
| 31-5-2013  | Болонья                | Італія      | 4 – 0     | Сан-Марино        | товариський матч                     | -    | 79'      |
| 6-9-2013   | Львів                  | Україна     | 9 – 0     | Сан-Марино        | Відбір до ЧС 2014                    | -    | 88'      |
| 10-9-2013  | Серравалле             | Сан-Марино  | 1 – 5     | Польща            | Відбір до ЧС 2014                    | -    | 80'      |
| 11-10-2013 | Кишинів                | Молдова     | 3 – 0     | Сан-Марино        | Відбір до ЧС 2014                    | -    | 82'      |
| 15-10-2013 | Серравалле             | Сан-Марино  | 0 – 8     | Україна           | Відбір до ЧС 2014                    | -    |          |
| 8-6-2014   | Серравалле             | Сан-Марино  | 0 – 3     | Албанія           | товариський матч                     | -    | 78'      |
| 9-10-2014  | Лондон                 | Англія      | 5 – 0     | Сан-Марино        | Відбір до ЧЄ 2016                    | -    | 87' 90'  |
| 15-11-2014 | Серравалле             | Сан-Марино  | 0 – 0     | Естонія           | Відбір до ЧЄ 2016                    | -    | 83'      |
| 31-3-2015  | Ешен (Ліхтенштейн)     | Ліхтенштейн | 1 – 0     | Сан-Марино        | товариський матч                     | -    | 70'      |
| 14-6-2015  | Таллінн                | Естонія     | 2 – 0     | Сан-Марино        | Відбір до ЧЄ 2016                    | -    | 79'      |
| 5-9-2015   | Серравалле             | Сан-Марино  | 0 – 6     | Англія            | Відбір до ЧЄ 2016                    | -    | 75'      |
| 8-9-2015   | Вільнюс                | Литва       | 2 – 1     | Сан-Марино        | Відбір до ЧЄ 2016                    | -    |          |
| 12-10-2015 | Серравалле             | Сан-Марино  | 0 – 2     | Словенія          | Відбір до ЧЄ 2016                    | -    | 71'      |
| 4-6-2016   | Рієка                  | Хорватія    | 10 – 0    | Сан-Марино        | товариський матч                     | -    |          |
| 4-9-2016   | Серравалле             | Сан-Марино  | 0 – 1     | Азербайджан       | Відбір до ЧС 2018                    | -    | 73'      |
| 11-10-2016 | Осло                   | Норвегія    | 4 – 1     | Сан-Марино        | Відбір до ЧС 2018                    | -    | 46'      |
| 22-2-2017  | Серравалле             | Сан-Марино  | 0 – 2     | Андорра           | товариський матч                     | -    | 72'      |
| 19-3-2017  | Серравалле             | Сан-Марино  | 0 – 2     | Молдова           | товариський матч                     | -    | 46'      |
| 26-3-2017  | Серравалле             | Сан-Марино  | 0 – 6     | Чехія             | Відбір до ЧС 2018                    | -    | 62'      |
| 10-6-2017  | Нюрнберг               | Німеччина   | 7 – 0     | Сан-Марино        | Відбір до ЧС 2018                    | -    | 78'      |
| 1-9-2017   | Серравалле             | Сан-Марино  | 0 – 3     | Північна Ірландія | Відбір до ЧС 2018                    | -    |          |
| 4-9-2017   | Баку                   | Азербайджан | 5 – 1     | Сан-Марино        | Відбір до ЧС 2018                    | -    | 86'      |
| 5-10-2017  | Серравалле             | Сан-Марино  | 0 – 8     | Норвегія          | Відбір до ЧС 2018                    | -    | 80'      |
| 8-10-2017  | Пльзень                | Чехія       | 5 – 0     | Сан-Марино        | Відбір до ЧС 2018                    | -    |          |
| 8-9-2018   | Мінськ                 | Білорусь    | 5 – 0     | Сан-Марино        | Ліга націй УЄФА 2018-2019 - 1-й етап | -    | 81'      |
| 11-9-2018  | Серравалле             | Сан-Марино  | 0 – 3     | Люксембург        | Ліга націй УЄФА 2018-2019 - 1-й етап | -    |          |
| 18-11-2018 | Серравалле             | Сан-Марино  | 0 – 2     | Білорусь          | Ліга націй УЄФА 2018-2019 - 1-й етап | -    |          |
| 21-3-2019  | Нікосія                | Кіпр        | 5 – 0     | Сан-Марино        | Відбір до ЧЄ 2020                    | -    | 46'      |
| 8-6-2019   | Саранськ               | Росія       | 9 – 0     | Сан-Марино        | Відбір до ЧЄ 2020                    | -    | 11' 55'  |
| 25-3-2022  | Серравалле             | Сан-Марино  | 1 – 2     | Литва             | товариський матч                     | -    | 61'      |
| 28-3-2022  | Сан-Педро-дель-Пінатар | Кабо-Верде  | 2 – 0     | Сан-Марино        | товариський матч                     | -    | 66'      |
| 2-6-2022   | Таллінн                | Естонія     | 2 – 0     | Сан-Марино        | Ліга націй УЄФА 2022-2023 - 1-й етап | -    | 57'      |
| 5-6-2022   | Серравалле             | Сан-Марино  | 0 – 2     | Мальта            | Ліга націй УЄФА 2022-2023 - 1-й етап | -    | 80'      |
| 9-6-2022   | Серравалле             | Сан-Марино  | 0 – 1     | Ісландія          | товариський матч                     | -    | 84'      |
| 12-6-2022  | Та-Калі                | Мальта      | 1 – 0     | Сан-Марино        | Ліга націй УЄФА 2022-2023 - 1-й етап | -    | 61'      |
| Усього     |                        | Матчів      | 45        |                   | Голів                                | 1    |          |

## Титули і досягнення

### Командні
- Чемпіон Сан-Марино (4):

«Ла Фіоріта»: 2013-2014, 2016-2017, 2017-2018, 2021-2022
- Володар Суперкубка Сан-Марино (3):

«Ла Фіоріта»: 2012, 2018, 2021
- Володар Кубка Сан-Марино (4):

«Ла Фіоріта»: 2012-2013, 2015-2016, 2017-2018, 2020-2021

### Особисті
- Футболіст року в Сан-Марино: 2017